# Neorina archaica
Neorina archaica är en fjärilsart som beskrevs av Hans Fruhstorfer 1911. Neorina archaica ingår i släktet Neorina och familjen praktfjärilar. Inga underarter finns listade i Catalogue of Life.